# Cripta de la Colonia Güell
La cripta de la Colonia Güell es una obra de Antoni Gaudí, construida entre 1898 y 1914 por encargo del empresario Eusebi Güell como edificio religioso para sus trabajadores de la Colonia Güell, situada en Santa Coloma de Cervelló, junto a su fábrica textil. Este municipio se encuentra a 20 kilómetros de Barcelona. 
Esta obra es un reflejo de la plenitud artística de Gaudí: pertenece a su etapa naturalista (primera década del siglo XX), periodo en que el arquitecto perfecciona su estilo personal, inspirándose en las formas orgánicas de la naturaleza, para lo que puso en práctica toda una serie de nuevas soluciones estructurales originadas en los profundos análisis efectuados por Gaudí de la geometría reglada. A ello añade el artista catalán una gran libertad creativa y una imaginativa creación ornamental: partiendo de cierto barroquismo sus obras adquieren gran riqueza estructural, de formas y volúmenes desprovistos de rigidez racionalista o de cualquier premisa clásica.

## Historia
El proyecto de colonia obrera ideado por Güell disponía de hospital, fonda, escuelas, comercios, teatros, cooperativa y capilla, además de las fábricas y las viviendas de los obreros, en una superficie total de unas 160 hectáreas. Gaudí se encargó de la planimetría del conjunto, para lo que contó con la colaboración de sus ayudantes Francisco Berenguer, Juan Rubió y José Canaleta. 

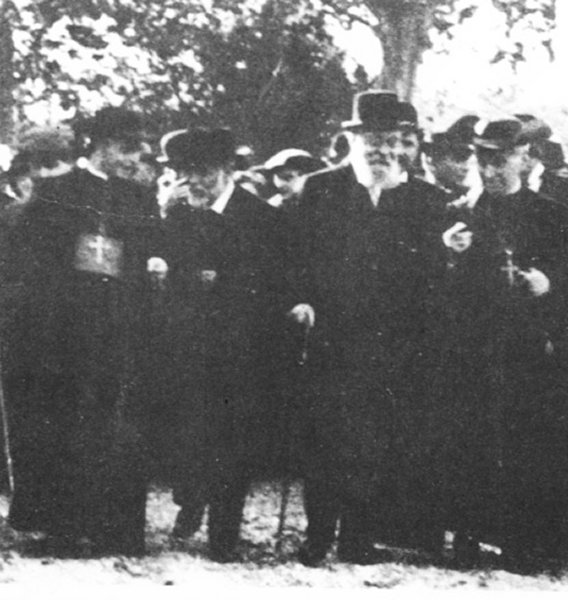
Gaudí y Eusebi Güell de visita en la Colonia Güell (1910)

La que habría sido iglesia de la Colonia fue proyectada por Gaudí en 1898, aunque no se colocó la primera piedra hasta el 4 de octubre de 1908. Se ubicó en el terreno de una antigua masía conocida como Can Soler de la Torre. Lamentablemente, solo se construyó la cripta, ya que a la muerte del conde Güell en 1918 sus hijos abandonaron el proyecto. La cripta fue consagrada como tenencia parroquial el 3 de noviembre de 1915 por el obispo de Barcelona, Enrique Reig Casanova, dedicándose al Sagrado Corazón de Jesús.
La cripta fue asaltada e incendiada el 19 de julio de 1936, durante el transcurso de la Guerra Civil, perdiéndose numerosos planos y documentos dejados por Gaudí, así como la maqueta polifunicular original. Destinada a almacén, en 1939 fue restaurada, convirtiéndose en parroquia el 20 de julio de 1955 con la bendición del obispo de Barcelona Gregorio Modrego.
En 2002 la cripta fue restaurada de nuevo por la Diputación de Barcelona y los ministerios de Cultura y Fomento, bajo la dirección del arquitecto Antoni González Moreno-Navarro. La intervención llevada a cabo ha recibido numerosas críticas por no respetar la voluntad original de Gaudí y por malograr numerosos elementos estructurales originales. En 2005 la cripta de la Colonia Güell fue declarada Patrimonio de la Humanidad por la UNESCO.

## Descripción

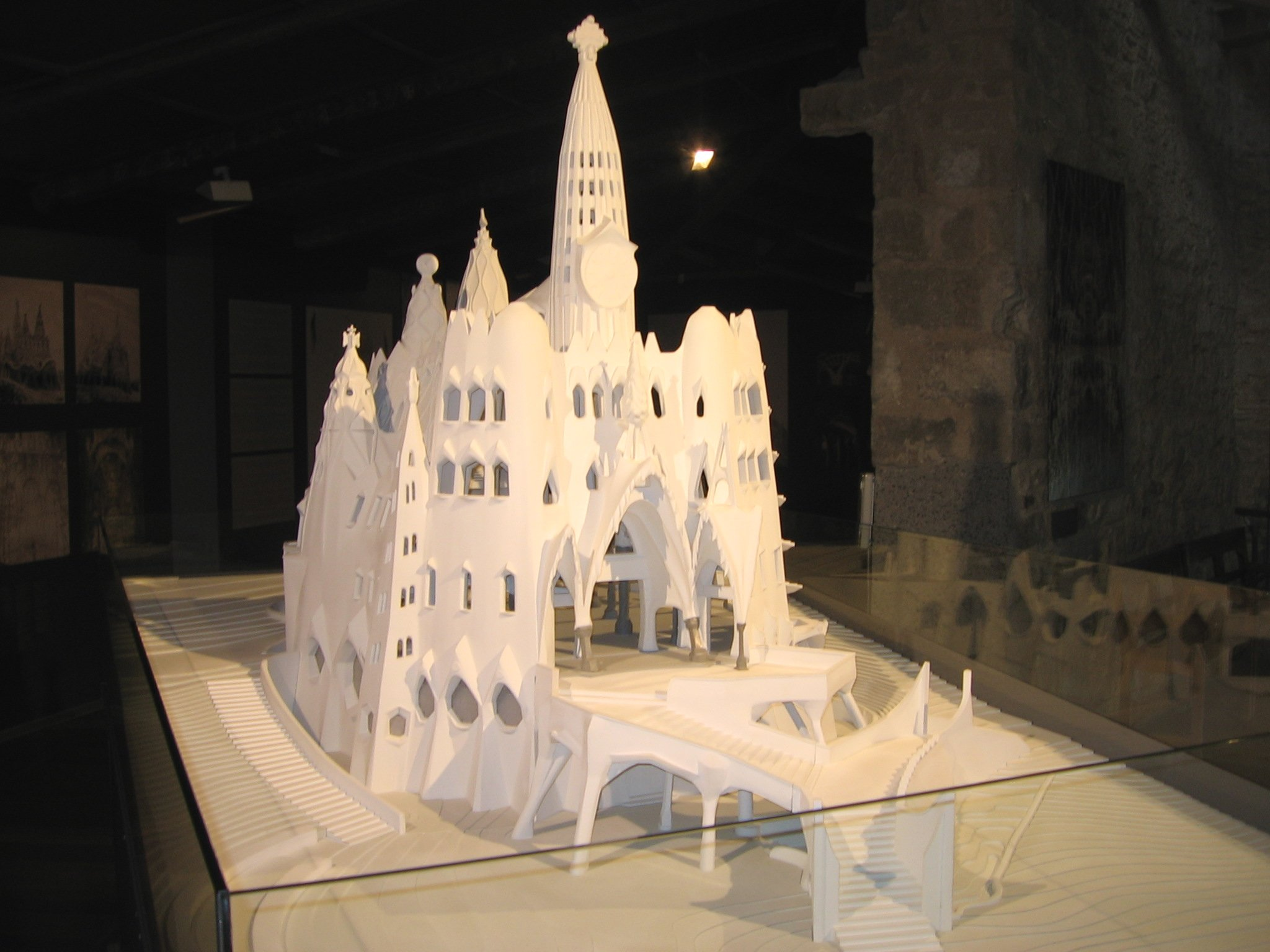
Maqueta de la iglesia

Gaudí proyectó una iglesia de planta oval de 25 x 63 metros, con cinco naves, una central y dos más a cada lado, con diversas torres y un cimborrio de 40 metros de altura. Ideó un conjunto plenamente integrado en la naturaleza, reflejo del concepto que Gaudí tenía de la arquitectura como estructura orgánica; para Gaudí, la naturaleza muestra las formas más idóneas para la construcción, que se reflejan en formas geométricas regladas como son el paraboloide hiperbólico, el hiperboloide, el helicoide y el conoide. La cripta de la Colonia Güell sirvió a Gaudí de banco de pruebas donde experimentar estas nuevas soluciones estructurales ideadas por él, que luego pudo aplicar en obras como la Sagrada Familia. Según Francesc Cardoner, director de las obras de la Sagrada Familia entre 1983 y 1985, «la cripta, desde el punto de vista estructural, no es más que la maqueta, a escala 1:4, de la Sagrada Familia».

Sin la prueba a gran escala de las formas alabeadas, helicoidales en las columnas y paraboloides en los muros y bóvedas, que he hecho en la Colonia Güell, no me habría atrevido a utilizarlas en el templo de la Sagrada Familia.
Antoni Gaudí.

Para esta obra Gaudí ingenió un nuevo y curioso método de calcular la estructura del edificio: en un cobertizo junto a las obras construyó una maqueta a gran escala (1:10), de cuatro metros de altura, donde instaló un montaje confeccionado con unos cordeles de los que pendían saquitos rellenos de perdigones. En un tablero de madera fijado en el techo dibujó la planta de la iglesia, y de los puntos sustentantes del edificio (columnas, intersección de paredes) colgó los cordeles —para los funiculares— con los sacos de perdigones —para las cargas—, que así suspendidos daban la curva catenaria resultante, tanto en arcos como en bóvedas. De aquí sacaba una fotografía, que una vez invertida daba la estructura de columnas y arcos que Gaudí estaba buscando. Sobre estas fotografías Gaudí pintaba, con gouache o pastel, el contorno ya definido de la iglesia, remarcando hasta el último detalle del edificio, tanto arquitectónico como estilístico y decorativo.

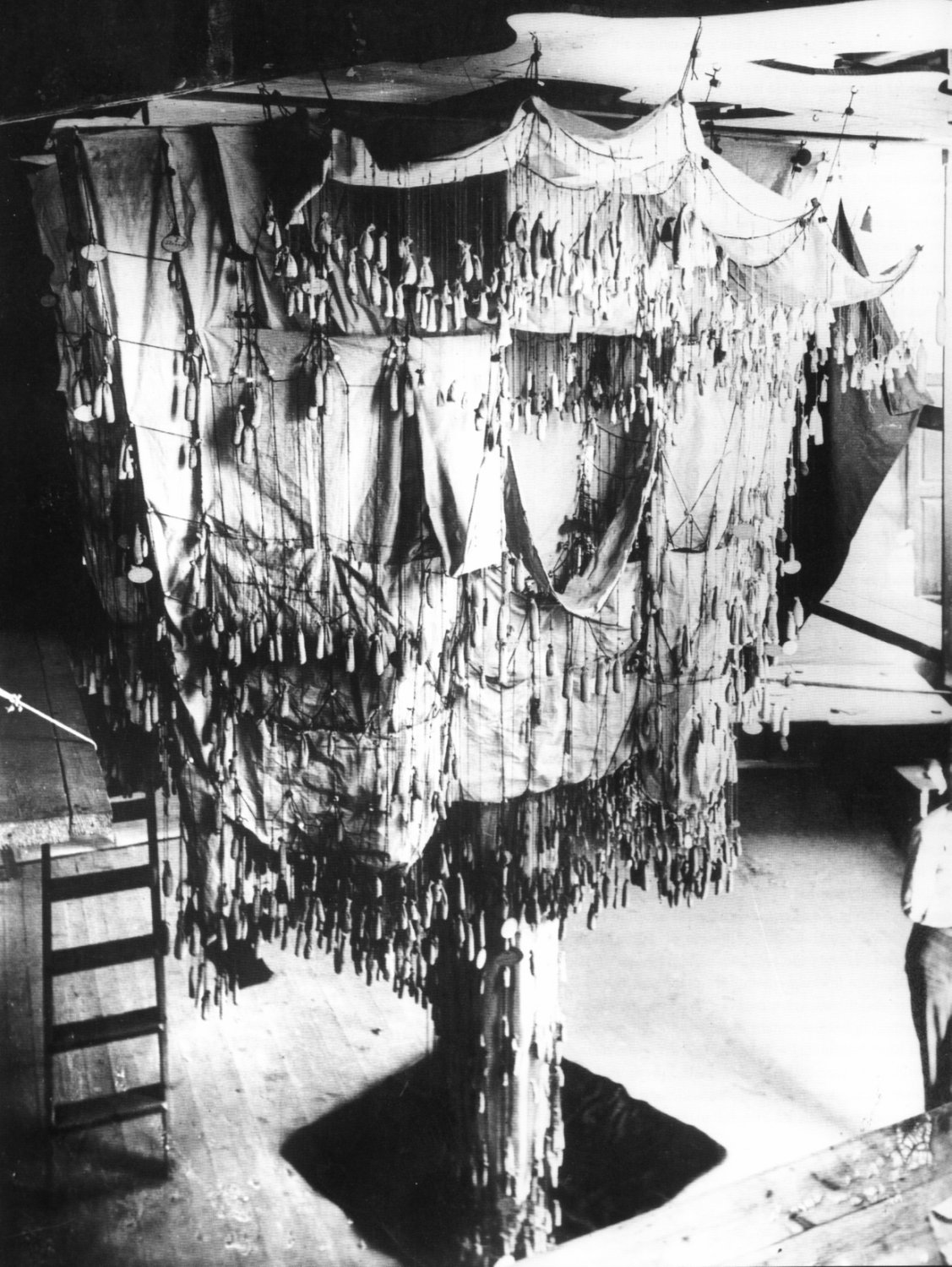
Maqueta polifunicular para la iglesia de la Colonia Güell

En la confección de la maqueta intervinieron con Gaudí su ayudante Francesc Berenguer, el modelista Joan Bertran, el albañil Agustí Massip, el carpintero Joan Munné y un ingeniero alsaciano que trabajaba en Aguas de Barcelona, Eduard Goetz. Esta maqueta fue reconstruida en 1982 en Stuttgart por Jos Tomlow, Arnold Walz y Rainer Gräfe bajo la dirección de Frei Otto y Jan Molema; actualmente se encuentra en el Museo de la Sagrada Familia.
Para integrar la iglesia en el paisaje, Gaudí proyectó la superposición de estructuras de diversos materiales: la parte inferior está compuesta de muros de paraboloide hiperbólico hechos con piedra basáltica negra y ladrillo quemado, en paralelo con el terreno oscuro sobre el que se levanta el edificio; a media altura utiliza ladrillo normal de color pardo rojizo, a tono con los pinos que rodean el edificio; y en la parte superior —si se hubiese construido— habrían figurado tonos verdes, en contraste con las ramas de los árboles, y azul, amarillo y blanco para entonar con los colores del cielo.
Asimismo, esta estructura tiene un sentido simbólico religioso de ascensión desde el plano terrenal hasta el celestial. En lo alto de las torres habrían figurado unas palomas blancas, en relación con el nombre del lugar (coloma en catalán es «paloma»). Según la idea original de Gaudí, la cripta habría estado dedicada a la tumba de Jesús y la iglesia superior al Calvario, en un conjunto alusivo al Santo Sepulcro de Jerusalén. Esta idea había intentado aplicarla ya en el Parque Güell, proyecto que también contemplaba una iglesia que finalmente no se construyó, colocándose en su lugar el monumento al Calvario, conocido hoy como Colina de las Tres Cruces.
La puerta de entrada, de piedra de sillería, muestra en su parte superior una composición cerámica que representa las cuatro virtudes cardinales, con sus correspondientes símbolos: la Prudencia una hucha y una serpiente, la Justicia una balanza y una espada, la Fortaleza una armadura y un casco, y la Templanza un porrón y un cuchillo cortando pan. Un pórtico de bóvedas de paraboloide hiperbólico antecede a la cripta, primera vez que Gaudí empleó esta estructura y primer ejemplo de bóvedas paraboloidales en la historia de la arquitectura. El pórtico está también decorado con azulejo, destacando unas grandes cruces de San Andrés en forma de aspa (X).
La clave de la bóveda contiene un crismón de la Santísima Trinidad, con la letra P (de Pater) en color amarillo, símbolo de la luz; la F (de Filius) en rojo, símbolo de martirio; y la S (de Spiritus) en naranja, síntesis de los otros dos. A lo largo de la cripta destaca asimismo la decoración con peces, símbolo de Jesús, ya que pez en griego es "ikhthus", acrónimo a su vez de Iesus Khristos Theos Uios Soter (Jesús Cristo Dios Hijo Salvador).
En la cripta destacan los grandes ventanales, de forma hiperboloidal, cubiertos con vidrios de colores en forma de pétalos de flor o alas de mariposa. En el interior se alternan pilares circulares de ladrillo con columnas inclinadas de basalto de Castellfullit de la Roca. La cripta tiene tres altares: el central proyectado por Josep Maria Jujol; el de la derecha dedicado a la Virgen de Montserrat, obra de Isidre Puig i Boada; y el de la izquierda dedicado a la Sagrada Familia, obra también de Jujol. En un lateral se sitúa la capilla del Santo Cristo.
Gaudí diseñó también el mobiliario del interior, unos bancos con reclinatorio colocados de forma circular en torno al altar mayor. Destacan asimismo las pilas de agua bendita, confeccionadas con grandes conchas marinas procedentes de Filipinas, que llegaban a manos de Gaudí de parte del conde Güell, cuyo suegro, Antonio López y López, marqués de Comillas, era dueño de la Compañía Trasatlántica, que hacía la ruta con la excolonia española.

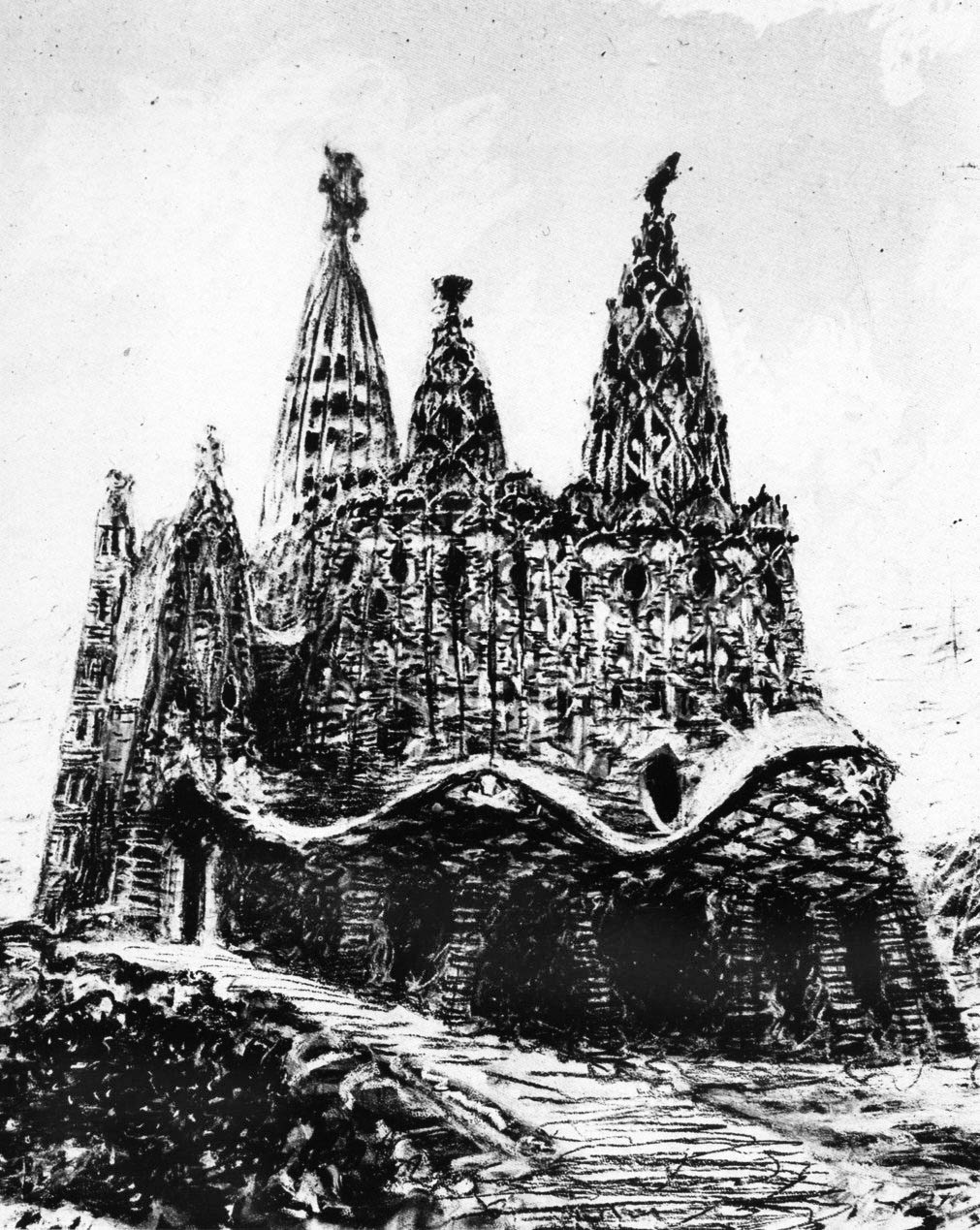
Fachada este de la Cripta Güell, dibujo original de Gaudí (1910)
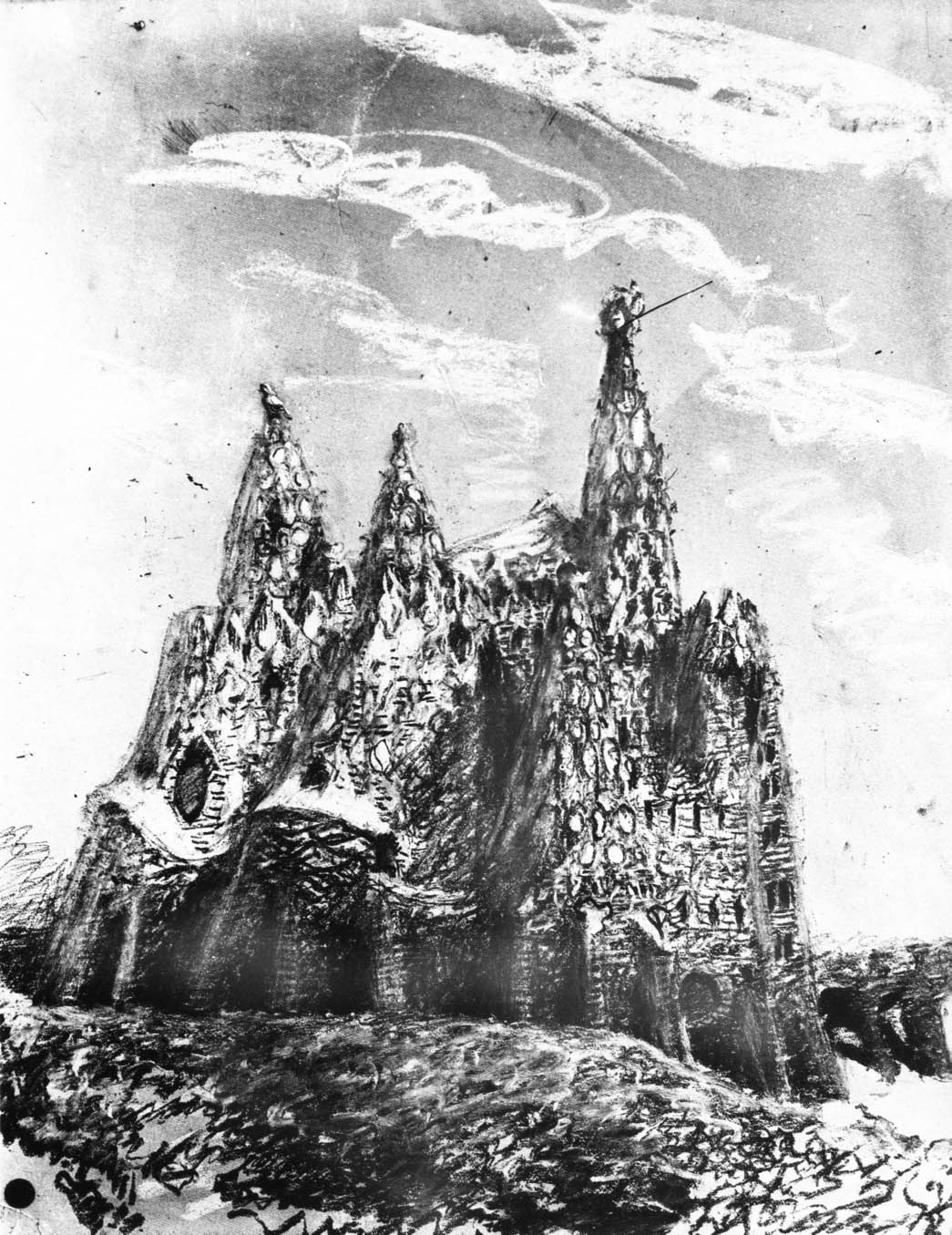
Fachada oeste
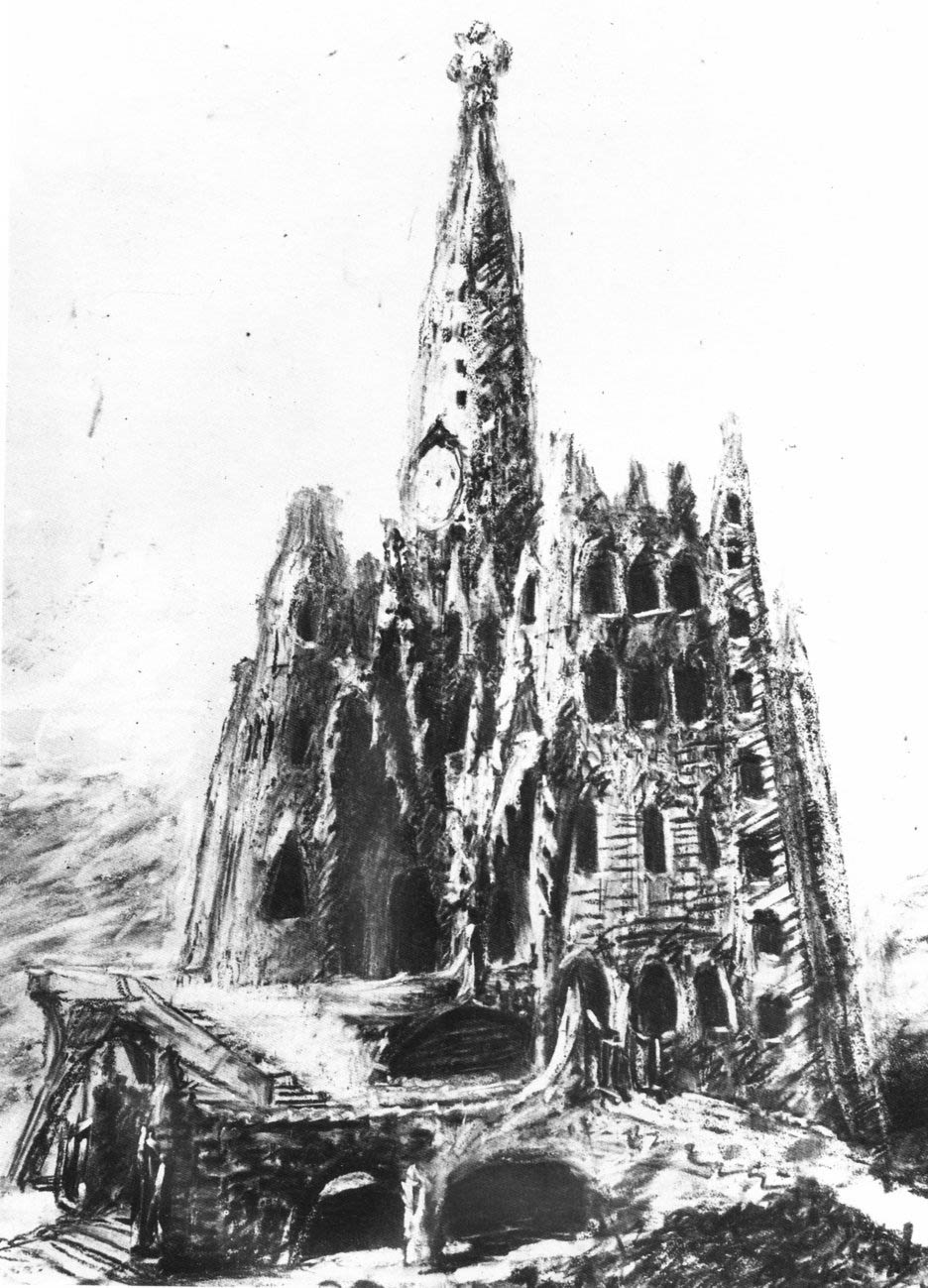
Fachada sur
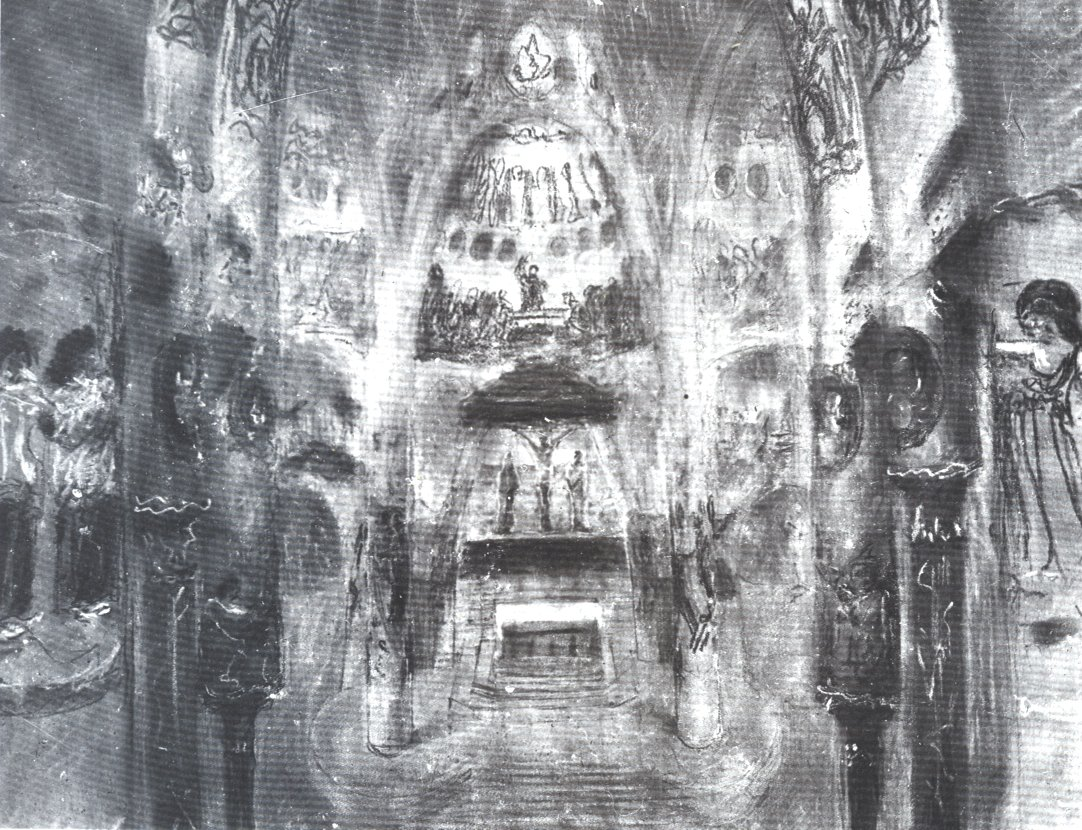
Interior del templo

## Simbología

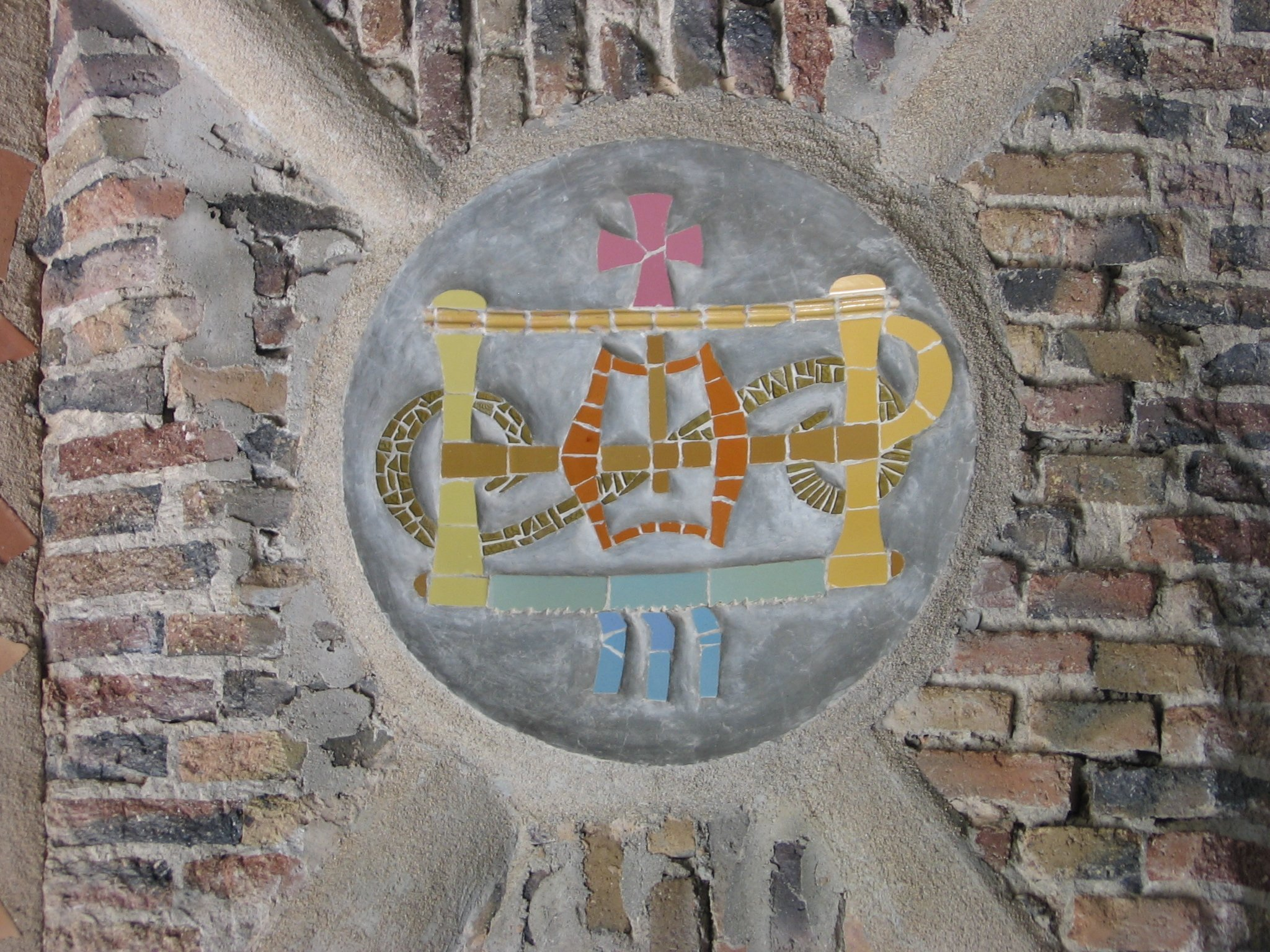
Clave de la bóveda central del pórtico, con el crismón trinitario

La cripta de la Colonia Güell presenta, como numerosas obras de Gaudí, una compleja simbología compuesta de diversos elementos más o menos identificables, que han dado pie a múltiples interpretaciones por parte de estudiosos de la obra gaudiniana. Una de las investigaciones más pormenorizadas ha sido la del historiador Eduardo Rojo Albarrán, quien en Antonio Gaudí, ese incomprendido: La Cripta de la Colonia Güell (1988) señala la innegable interpretación religiosa del edificio, conjugada con diversos signos que podrían ser de origen rosacruz, en su rama católica (creada por Joséphin Péladan en 1890). Según este autor, la composición cerámica del dintel de la puerta no se correspondería con las cuatro virtudes cardinales, de cuyos símbolos —difundidos por el biógrafo de Gaudí, Joan Bergós, y recogidos por el historiador Joan Bassegoda— solo son reconocibles el pan y el porrón, mientras que el resto son una serie de símbolos apenas reconocibles e inconexos, en los que apenas se puede apreciar una cruz rosa, varios rombos, hojas de diferentes plantas, una serpiente, una rama de palmera, una lámpara votiva, ramas de olivo con aceitunas, un ancla y varias espigas.
En cuanto a la clave de la bóveda central del pórtico, representaría un crismón trinitario, con la letra P de Pater («padre»), la F de Filius («hijo») y la S de Spiritus Sanctus («Espíritu Santo»), unidos por diversas líneas que forman una sierra, que simboliza el oficio de carpintero de San José, y coronados por una cruz rosa, mientras que en el centro se vislumbra una M, de la Virgen María. Por otro lado, el pórtico está repleto de varias cruces, trece en total, en forma de aspa (X), como la cruz de San Andrés, y cada una de distinto color, que simbolizarían la vida de Jesús: verde, la Anunciación; marrón-paja, el Nacimiento; marrón, Jesús en el desierto; marrón rojizo, bautismo de Jesús; tres más en marrón que serían diversos episodios de las enseñanzas del Nazareno; tres en negro, que significarían el Prendimiento, Pasión y Muerte de Jesús; y tres en azul, que simbolizarían la Resurrección, la Aparición a los discípulos y la Ascensión.
Otro elemento significativo es la presencia de las letras griegas alfa y omega a lo largo del perímetro exterior de la cripta, situadas de la siguiente manera: en las tres ventanas a la izquierda de la puerta de la cripta (lado oeste) se sitúa un alfa de color blanco, y una omega de color negro; en la primera de la derecha (lado este) son igualmente en blanco y negro, pero en la segunda son las dos en blanco, igual que las tres siguientes, siendo de recalcar que en el séptimo juego de letras la omega tiene forma de mariposa. Según Rojo Albarrán, la conversión de negro a blanco de las letras omega se justifica por la luz, ya que el este es el lado por donde sale el sol, mientras que la mariposa significa la transformación, el tránsito de la fealdad y la imperfección a la belleza y la perfección. Esto se constata por otras referencias en forma de mariposa, como dos ventanales que adquieren esta forma, o los vitrales que tienen alas de mariposa inscritos en una cruz. En última instancia, tanto la mariposa como el alfa (la vida, la luz) y omega (la muerte, la oscuridad) significan la resurrección de la muerte, ya que esta cripta debía ser el lugar de enterramiento de Eusebi Güell, aunque finalmente no fue así.

## Galería

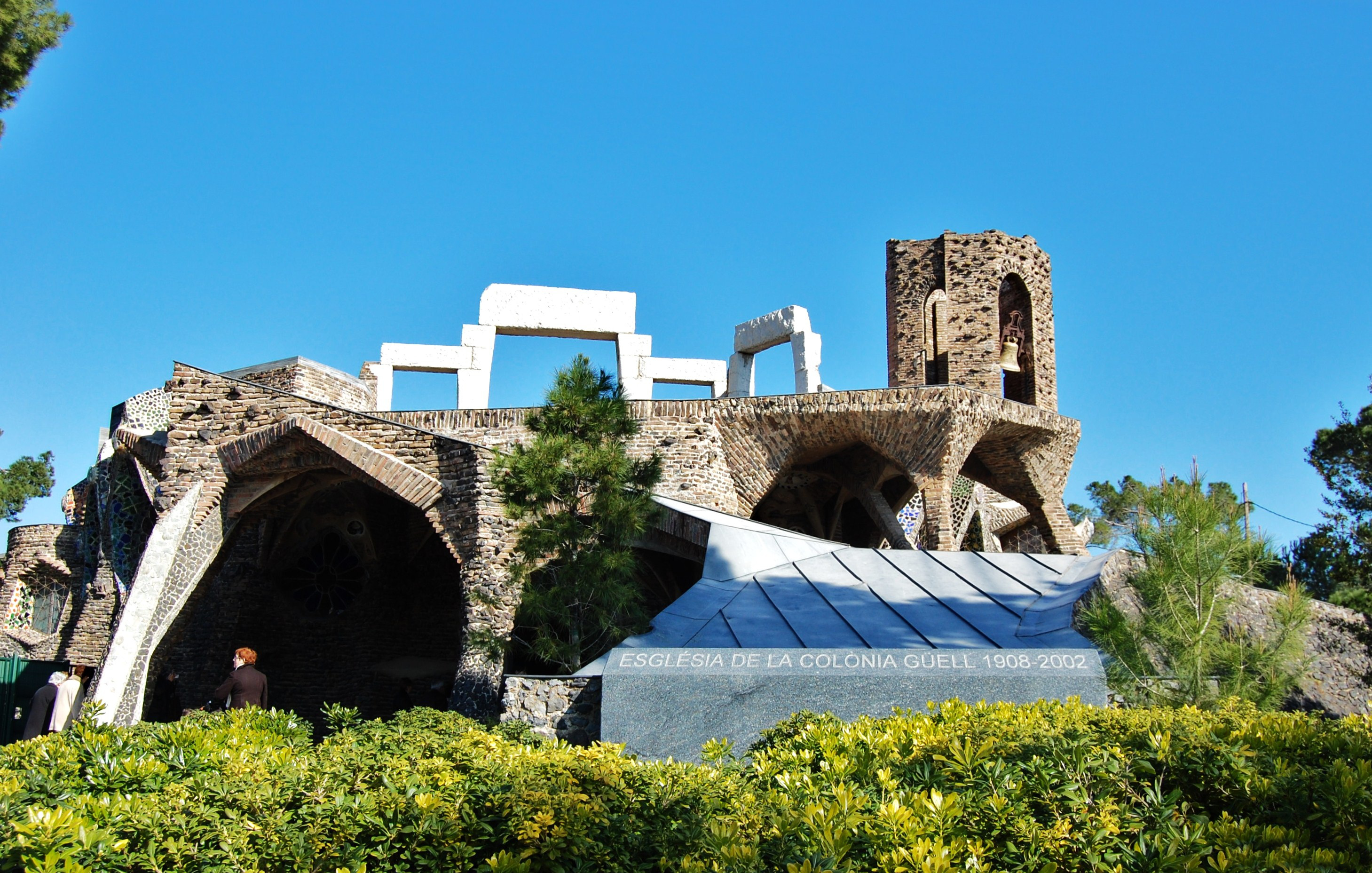
Vista exterior
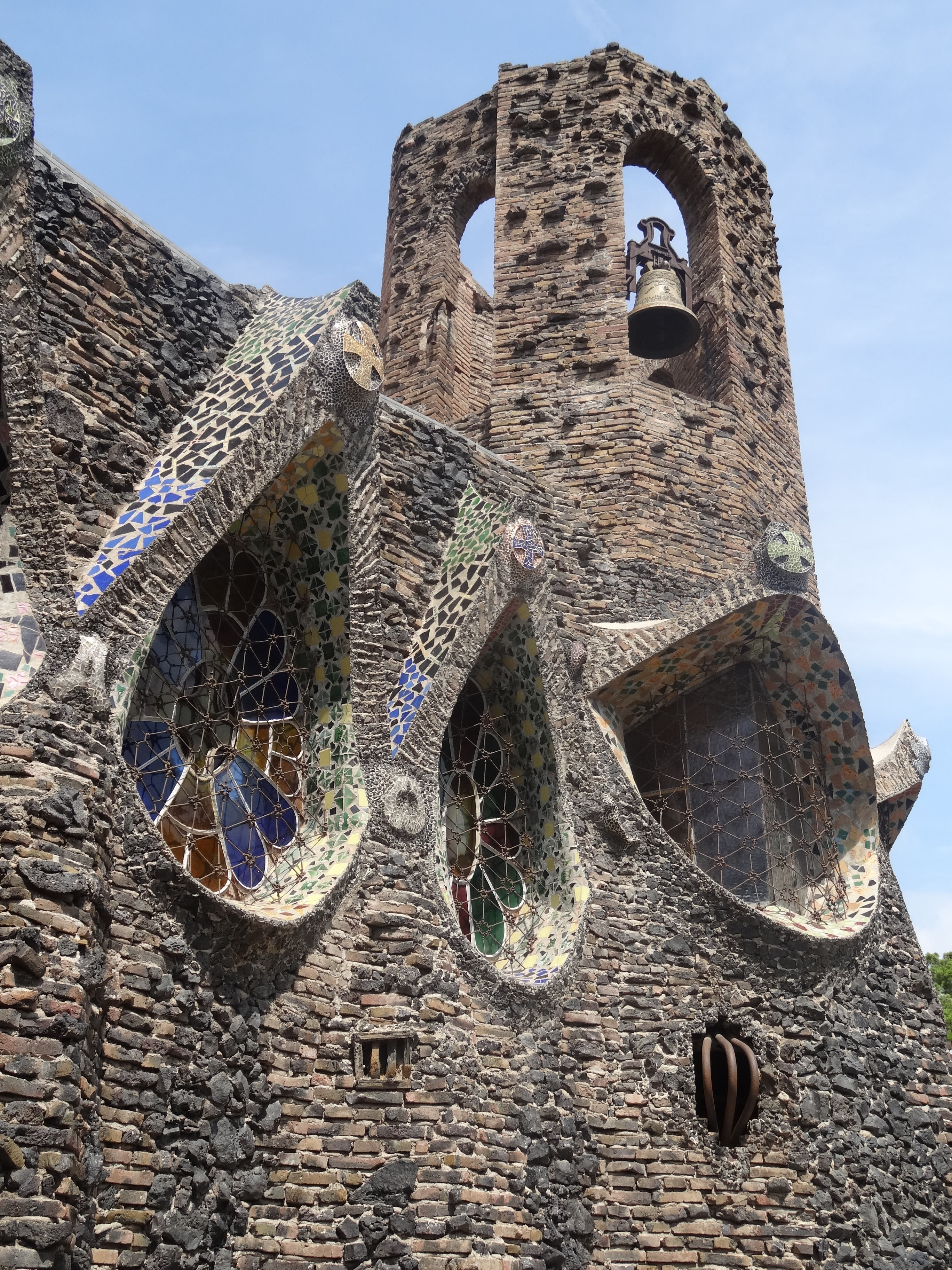
Ventanales y campanario
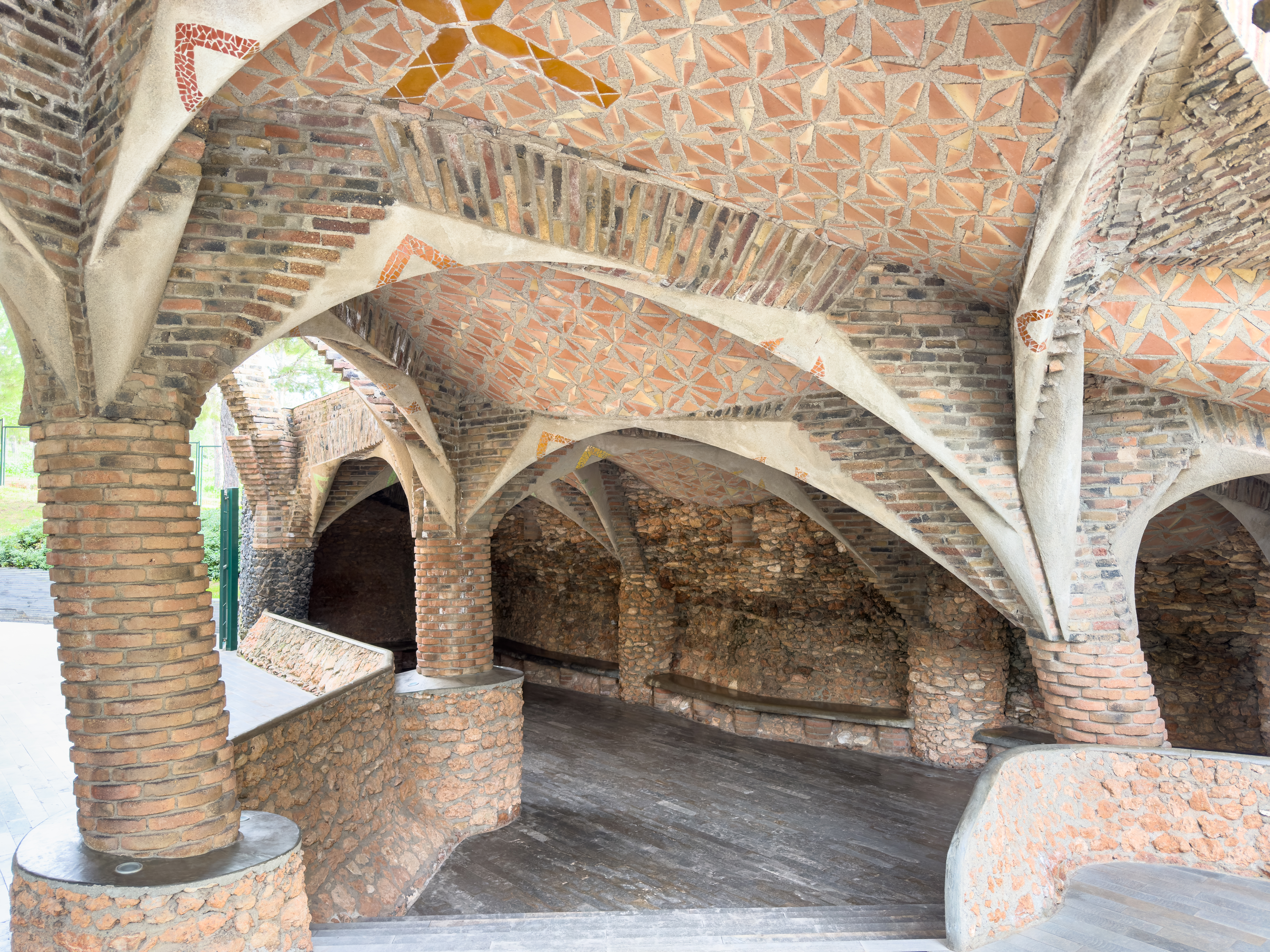
Subpórtico de entrada a la cripta
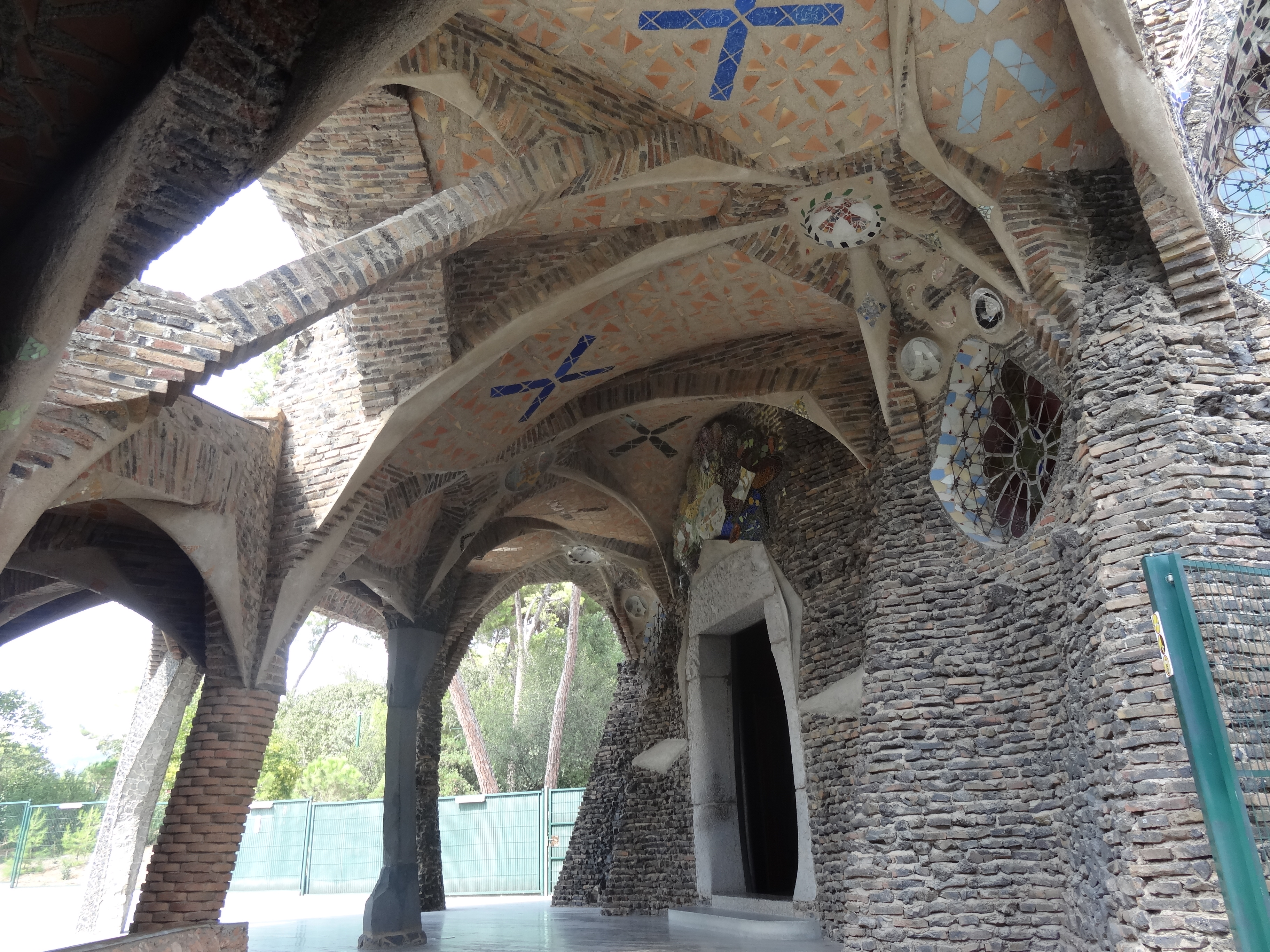
Pórtico
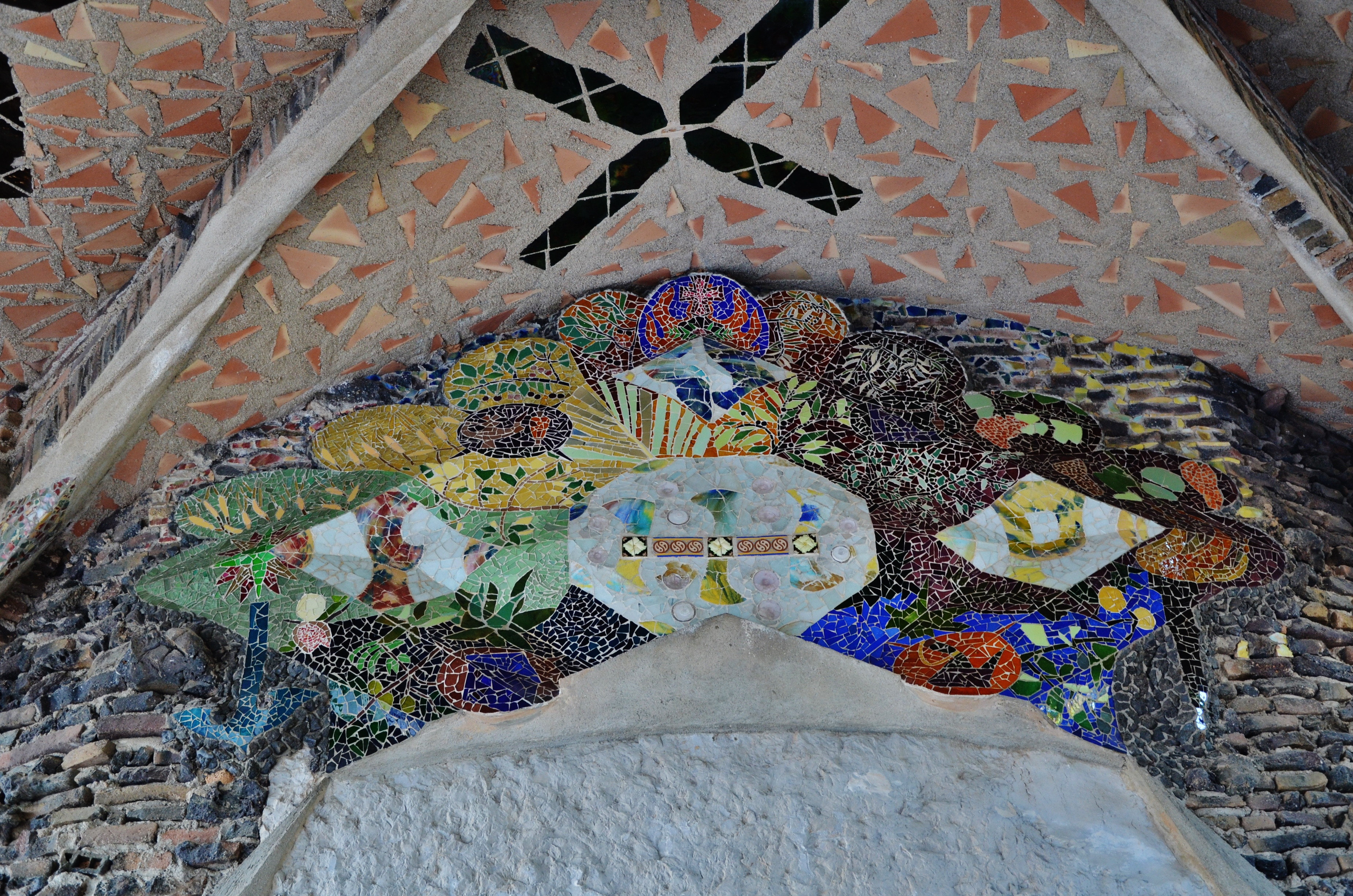
Dintel de la entrada con decoración cerámica que representa las cuatro virtudes cardinales
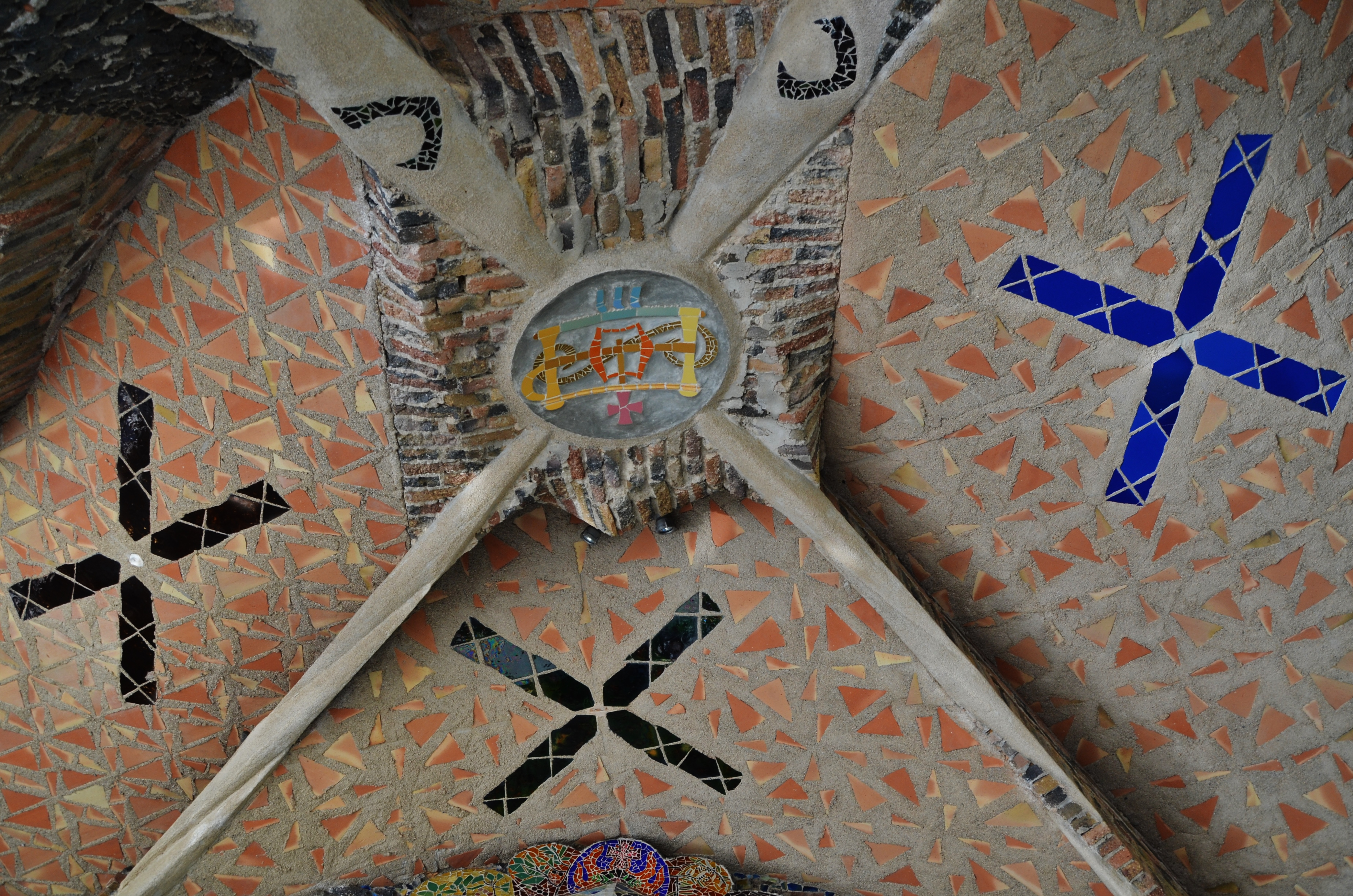
Cruces en el techo del pórtico
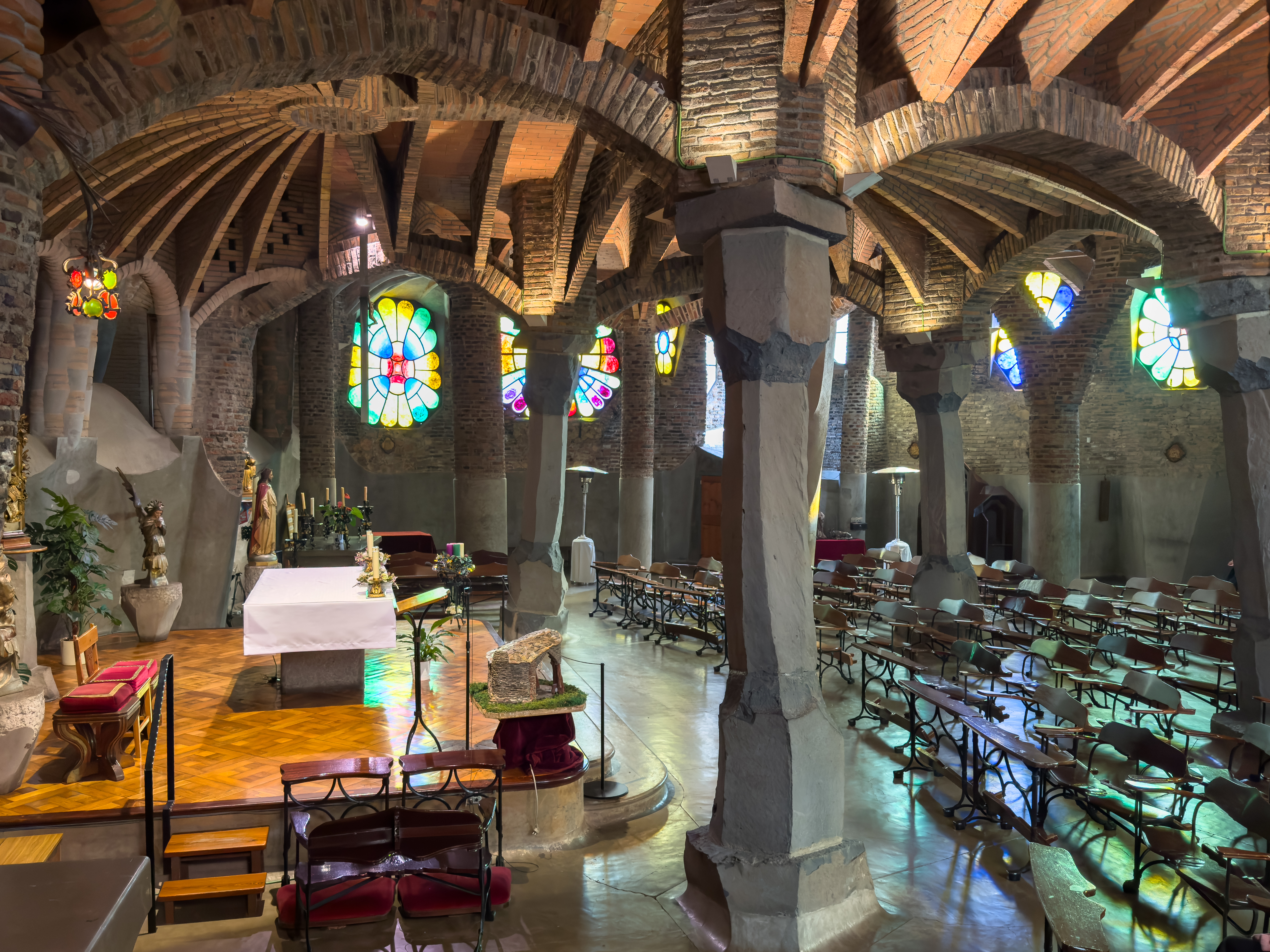
Interior de la cripta
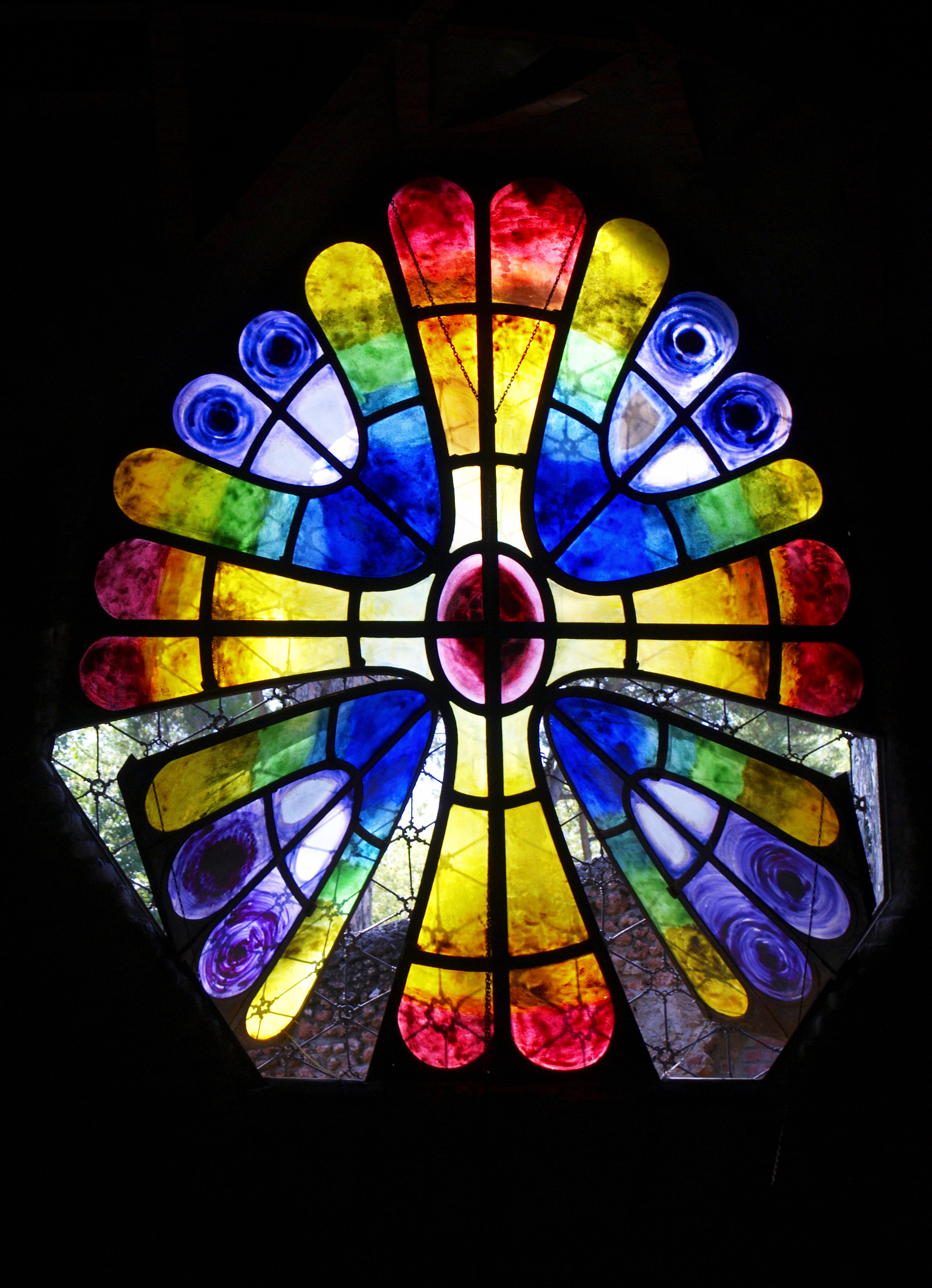
Vidriera con cristales de colores en forma de ala de mariposa
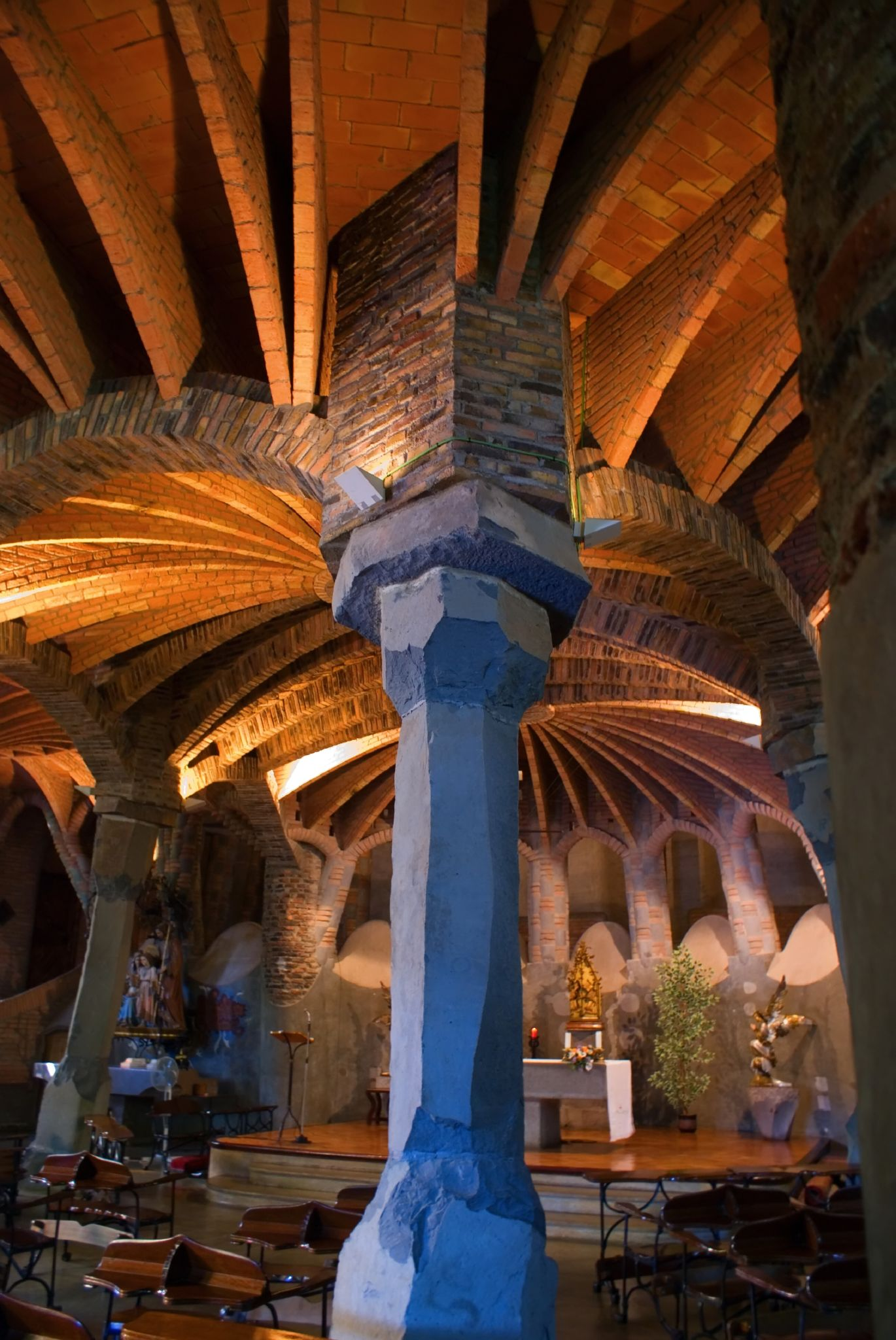
Columna inclinada de basalto de Castellfollit de la Roca
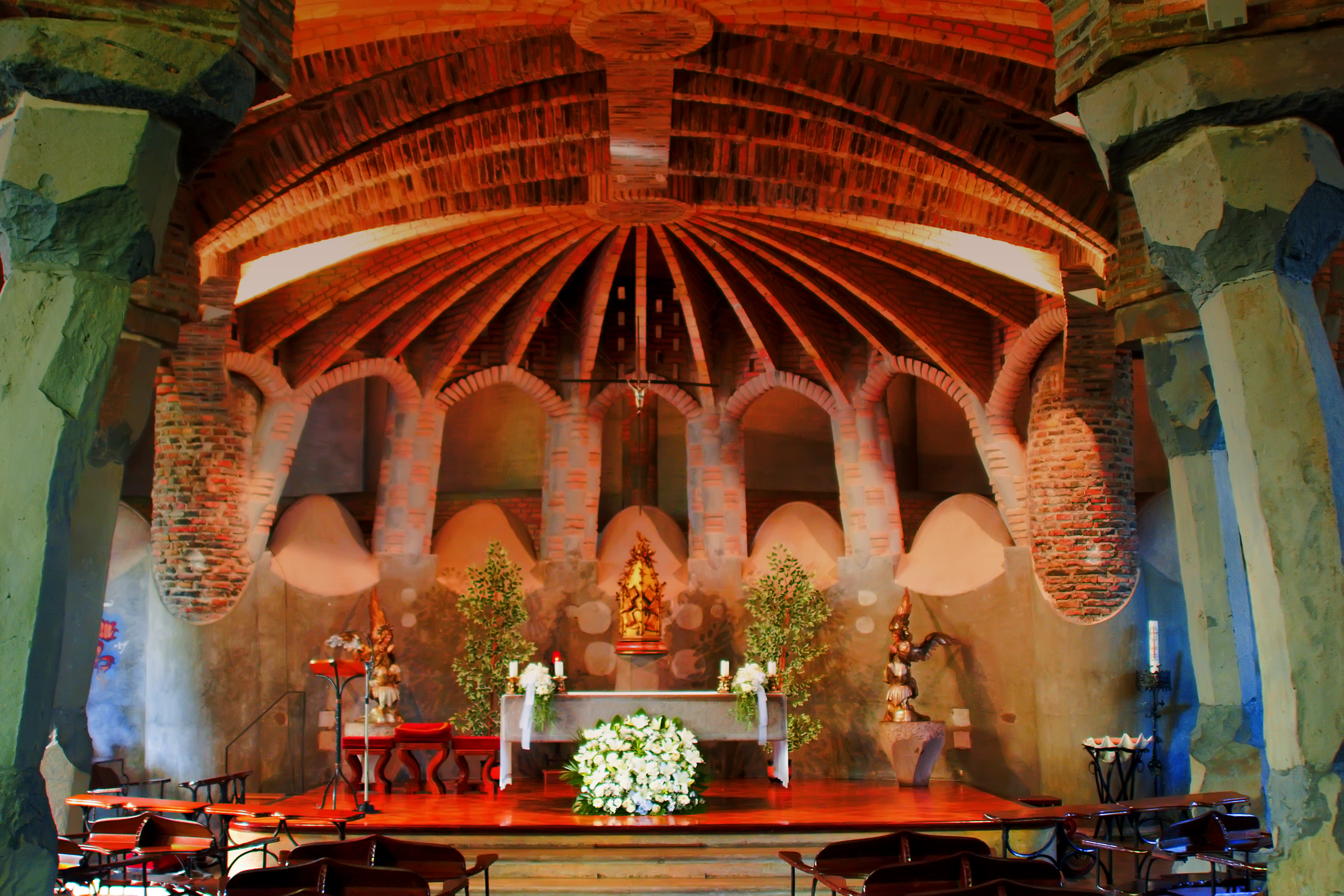
Altar central
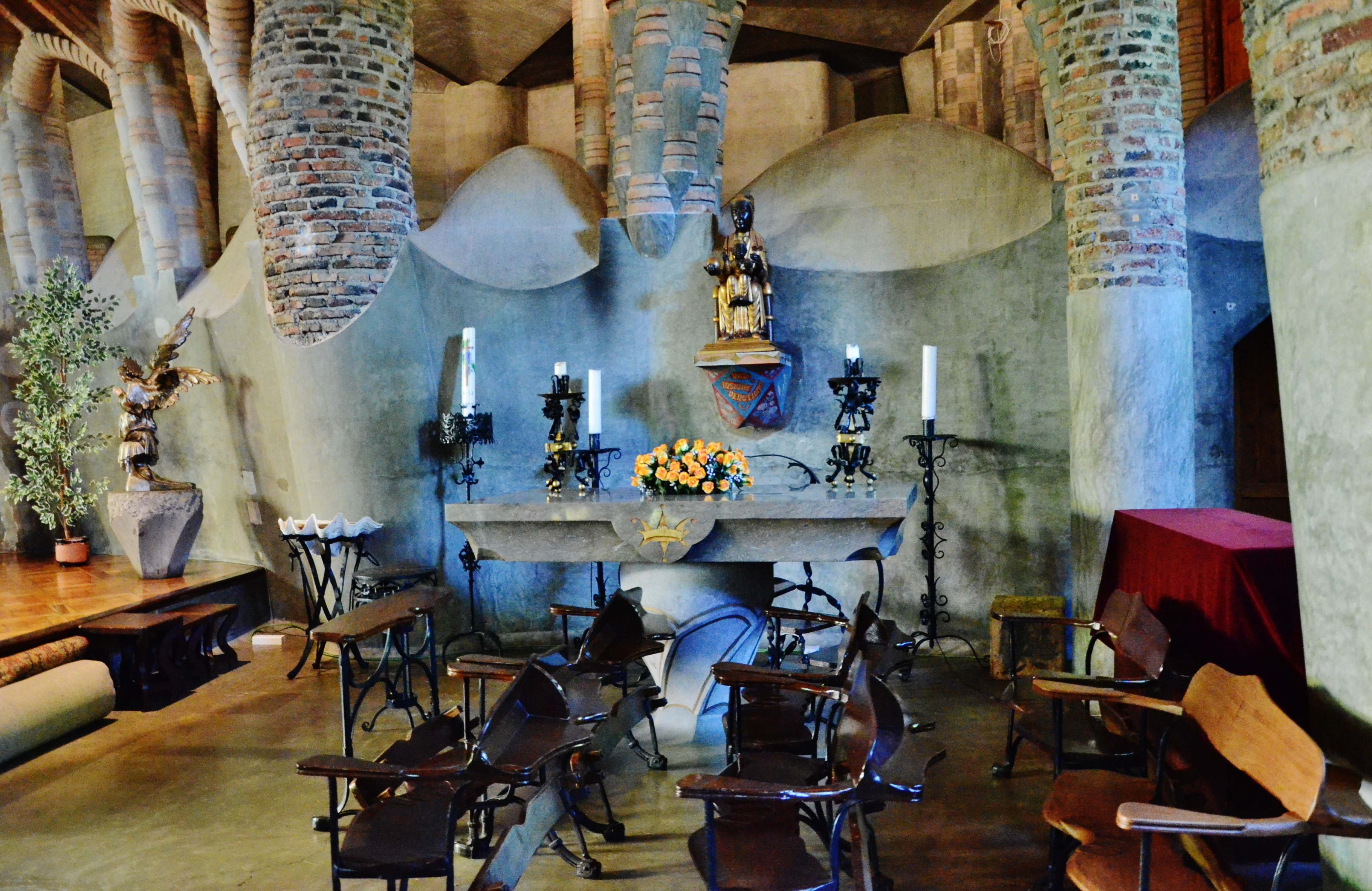
Altar dedicado a la Virgen de Montserrat
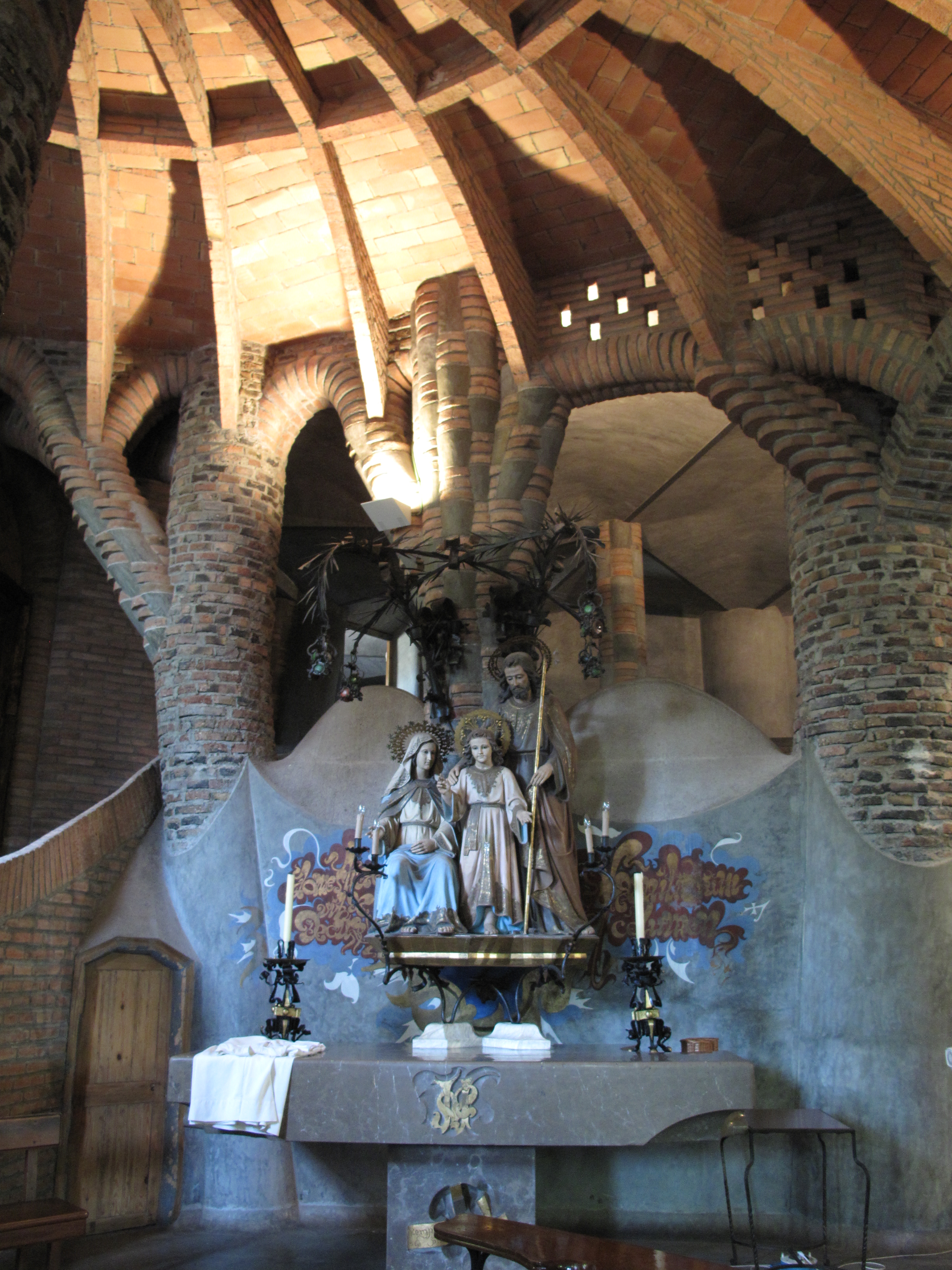
Altar dedicado a la Sagrada Familia
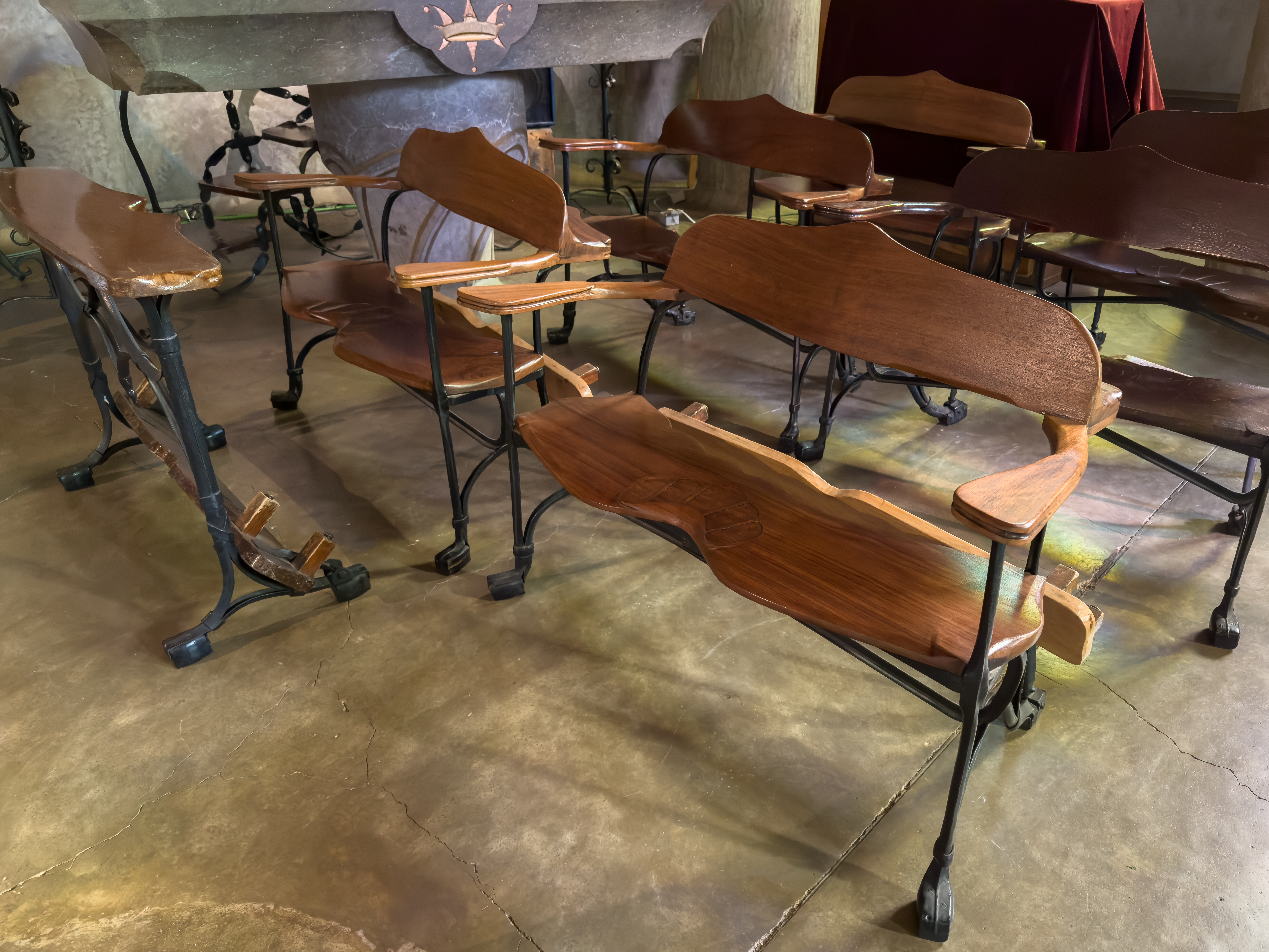
Bancos con reclinatorio diseñados por Gaudí